# Двінськ (село)
Дві́нськ (каз. Двін) — село у складі Єсільського району Північноказахстанської області Казахстану. Входить до складу Тарангульського сільського округу.
Населення — 259 осіб (2021; 357 у 2009, 360 у 1999, 444 у 1989).
Національний склад станом на 1989 рік:
- росіяни — 67 %
- казахи — 22 %.